# Funzi Island
Funzi består av fyra mangroveklädda öar vid Kenyas sydkust där Funzi Island är huvudön och den enda som har fast befolkning. Funzi Island kallas i folkmun The Turtle Island och har en by med cirka 1 500 invånare varav majoriteten är muslimer och livnär sig på fiske och jordbruk. Öarna tillhör Kwale distrikt i södra Kenya och är mindre kända bland turister än Diani Beach. 
Funzi Island är känt för sina orörda stränder och som Kenyas bästa läggningsplats för flera arter havssköldpaddor exempelvis grön havssköldpadda, Chelonia mydas, havslädersköldpadda, Dermochelys coriacea och karettsköldpadda, Eretmochelys imbricata. Samtliga arter finns med på IUCNs globala rödlista för hotade arter men återfinns på Funzi Island tack vare de naturliga stränderna med endast småskalig mänsklig påverkan. Men även på Funzi hotas havssköldpaddorna av växande lyxturism, destruktiva fiskemetoder och föroreningar. 
Den lokalt drivna gruppen Funzi Turtle Club har med hjälp av Kenya Sea Turtle Conservation Trust startat ekoturism på ön för att öka medvetenheten om havssköldpaddornas kritiska situation samt för att visa att djuren har ett högre värde levande som en del av turistnäringen än de har som människoföda.
Det går att ta sig till Funzi från Mombasa utan att anlita researrangör. Man kan åka minibuss, matatu, från Mombasa till Ramisi-korsningen, vilket tar ca en timme. I korsningen tar man en bodaboda, motorcykeltaxi, till stranden i byn Bodo. Alternativt promererar man från Ramisi till Bodo på en halv timme. Från Bodo går dagliga turer till Funzi med motorbåt, vilket tar ca 20 minuter.